# Liste der Stationen der Metro Baku
Die Liste der Stationen der Metro Baku führt 27 betriebene U-Bahn-Stationen verteilt auf drei Linien auf. Neun weitere Stationen sind in Bau. Die Linie 1, die auch als Rote Linie (Qırmızı xətt) bezeichnet wird, hat 13 U-Bahn-Stationen, die Linie 2, die auch als Grüne Linie (Yaşıl xətt) bezeichnet wird, hat zehn Stationen und die Linie 3, die auch als Lila Linie (Bənövşəyi xətt) bezeichnet wird, hat vier Stationen. 

## Liste der U-Bahn-Stationen
| Linie                  | Name               | Bauform und Lage                   | Eröffnungsdatum   | Anbindung              |
| ---------------------- | ------------------ | ---------------------------------- | ----------------- | ---------------------- |
| Linie 1 (Rote Linie)0  | 28 May             | Pylon, Tunnel – tief               | 6. November 1967  | Linie 2 (Grüne Linie)0 |
| Linie 1 (Rote Linie)0  | Gənclik            | Säule, Tunnel – mitteltief         | 6. November 1967  |                        |
| Linie 1 (Rote Linie)0  | İçərişəhər         | Pylon, Tunnel – tief               | 6. November 1967  |                        |
| Linie 1 (Rote Linie)0  | Nəriman Nərimanov  | Säule, Tunnel – mitteltief         | 6. November 1967  |                        |
| Linie 1 (Rote Linie)0  | Sahil              | Pylon, Tunnel – tief               | 6. November 1967  |                        |
| Linie 2 (Grüne Linie)0 | Şah İsmail Xətai   | Pylon, Tunnel – tief               | 22. Februar 1968  |                        |
| Linie 1 (Rote Linie)0  | Ulduz              | Säule, Tunnel – mitteltief         | 5. Mai 1970       |                        |
| Linie 1 (Rote Linie)0  | Koroğlu            | Säule, Tunnel – mitteltief         | 7. November 1972  |                        |
| Linie 1 (Rote Linie)0  | Neftçilər          | Säule, Tunnel – mitteltief         | 7. November 1972  |                        |
| Linie 1 (Rote Linie)0  | Qara Qarayev       | Säule, Tunnel – mitteltief         | 7. November 1972  |                        |
| Linie 2 (Grüne Linie)0 | Nizami Gəncəvi     | Pylon, Tunnel – tief               | 31. Dezember 1976 |                        |
| Linie 1 (Rote Linie)0  | Bakmil             | ebenerdig                          | 28. März 1979     |                        |
| Linie 2 (Grüne Linie)0 | 20 Yanvar          | Säule, Tunnel – mitteltief         | 31. Dezember 1985 |                        |
| Linie 2 (Grüne Linie)0 | Elmlər Akademiyası | Pylon, Tunnel – tief               | 31. Dezember 1985 |                        |
| Linie 2 (Grüne Linie)0 | İnşaatçılar        | Säule, Tunnel – mitteltief         | 31. Dezember 1985 |                        |
| Linie 2 (Grüne Linie)0 | Memar Əcəmi        | Säule, Tunnel – mitteltief         | 31. Dezember 1985 |                        |
| Linie 1 (Rote Linie)0  | Əhmədli            | Säule, Tunnel – mitteltief         | 28. April 1989    |                        |
| Linie 1 (Rote Linie)0  | Xalqlar Dostluğu   | Säule, Tunnel – mitteltief         | 28. April 1989    |                        |
| Linie 2 (Grüne Linie)0 | Cəfər Cabbarlı     | Pylon, Tunnel – tief               | 27. Dezember 1993 | Linie 1 (Rote Linie)0  |
| Linie 1 (Rote Linie)0  | Həzi Aslanov       | Säule, Tunnel – mitteltief         | 10. Dezember 2002 |                        |
| Linie 2 (Grüne Linie)0 | Nəsimi             | Säule, Tunnel – mitteltief         | 9. Oktober 2008   |                        |
| Linie 2 (Grüne Linie)0 | Azadlıq prospekti  | Tonnengewölbe, Tunnel – mitteltief | 30. Dezember 2009 |                        |
| Linie 2 (Grüne Linie)0 | Dərnəgül           | Tonnengewölbe, Tunnel – mitteltief | 29. Juni 2011     |                        |
| Linie 3 (Lila Linie)0  | Avtovağzal         | Tonnengewölbe, Tunnel – tief       | 19. April 2016    |                        |
| Linie 3 (Lila Linie)0  | Memar Əcəmi-2      | Tonnengewölbe, Tunnel – tief       | 19. April 2016    | Linie 2 (Grüne Linie)0 |
| Linie 3 (Lila Linie)0  | 8 Noyabr           | Tonnengewölbe, Tunnel – tief       | 29. Mai 2021      |                        |
| Linie 3 (Lila Linie)0  | Xocəsən            | ebenerdig                          | 23. Dezember 2022 |                        |